# Hilde Eisler
Hilde Eisler (* 28. Januar 1912 in Tarnopol, Österreich-Ungarn als Brunhilde Vogel-Rothstein; † 8. Oktober 2000 in Berlin) war eine deutsche Journalistin jüdischer Herkunft und langjährige Chefredakteurin der beliebten DDR-Zeitschrift Das Magazin.

## Leben

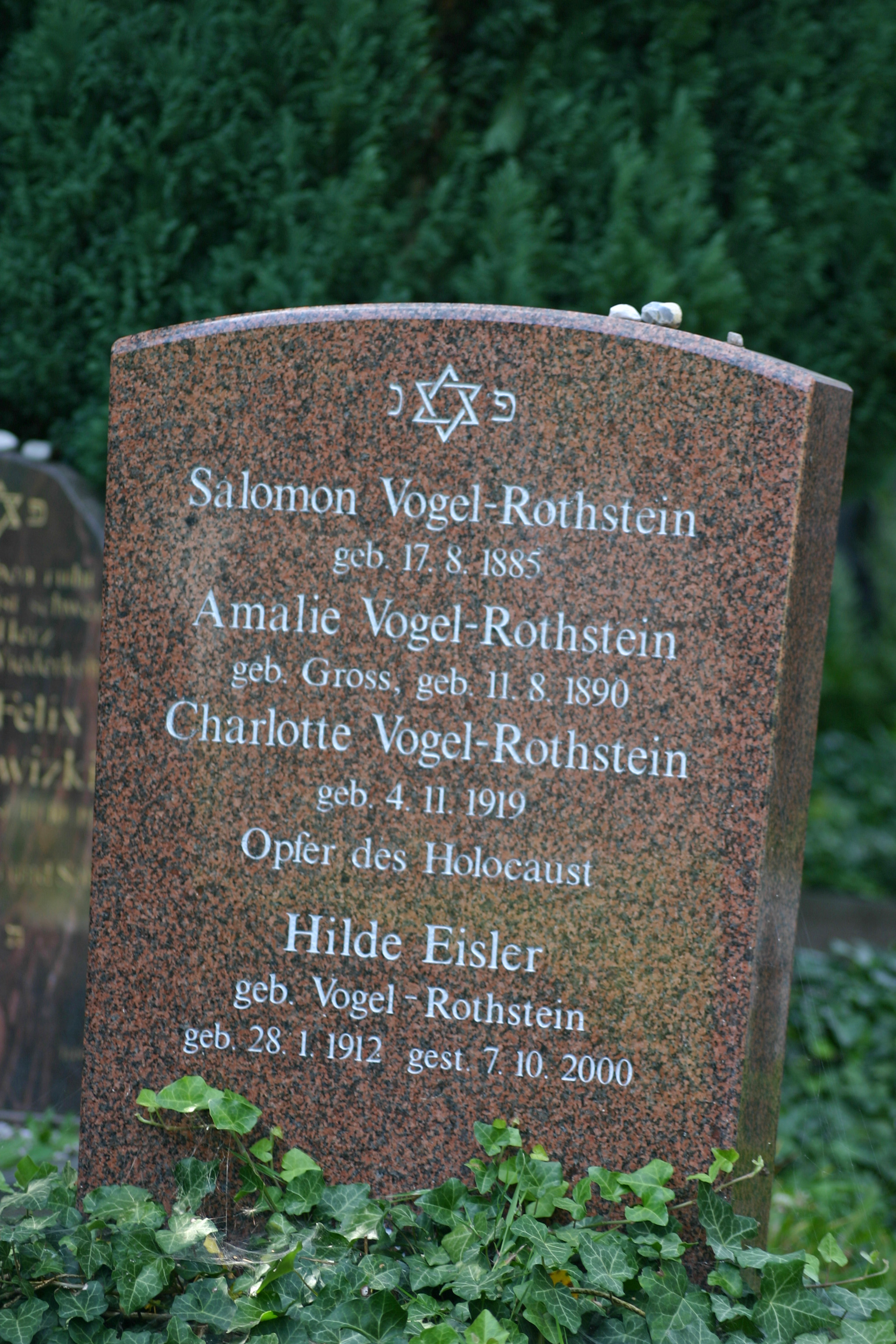
Grab von Hilde Eisler auf dem Jüdischen Friedhof Berlin-Weißensee

Hilde Rothstein stammte aus einer Kaufmannsfamilie und wuchs in Frankfurt am Main auf. Sie lernte Buchhändlerin. 1930 übersiedelte sie nach Berlin und war dort bis 1934 Mitarbeiterin des Marx-Engels-Verlages, der die Marx-Engels-Gesamtausgabe herausgab und als sowjetischer Verlag nach Moskau umzog. 1931 wurde sie Mitglied der KPD. Sie war 1934/35 illegal als Kurier für die KPD zwischen Deutschland und der Schweiz tätig und wurde deshalb 1935 verhaftet und zu einem Jahr Gefängnis verurteilt. Anschließend nach Polen ausgewiesen, emigrierte sie 1937 zunächst nach Frankreich. Während des Spanischen Bürgerkrieges arbeitete sie am Deutschen Freiheitssender 29,8. Später ging sie in die USA. Dort heiratete sie den Journalisten und Politiker Gerhart Eisler, den Bruder des Komponisten Hanns Eisler. In der McCarthy-Ära geriet Gerhart Eisler unter Spionage-Verdacht, konnte jedoch 1949 an Bord der Batory über London nach Deutschland fliehen. Die US-Polizei verhaftete daraufhin Hilde Eisler, musste sie aber nach sechs Wochen wieder freilassen. Vor ihrem Abflug gab sie noch eine Erklärung ab, die die New York Times am Tag darauf im Wortlaut druckte. 

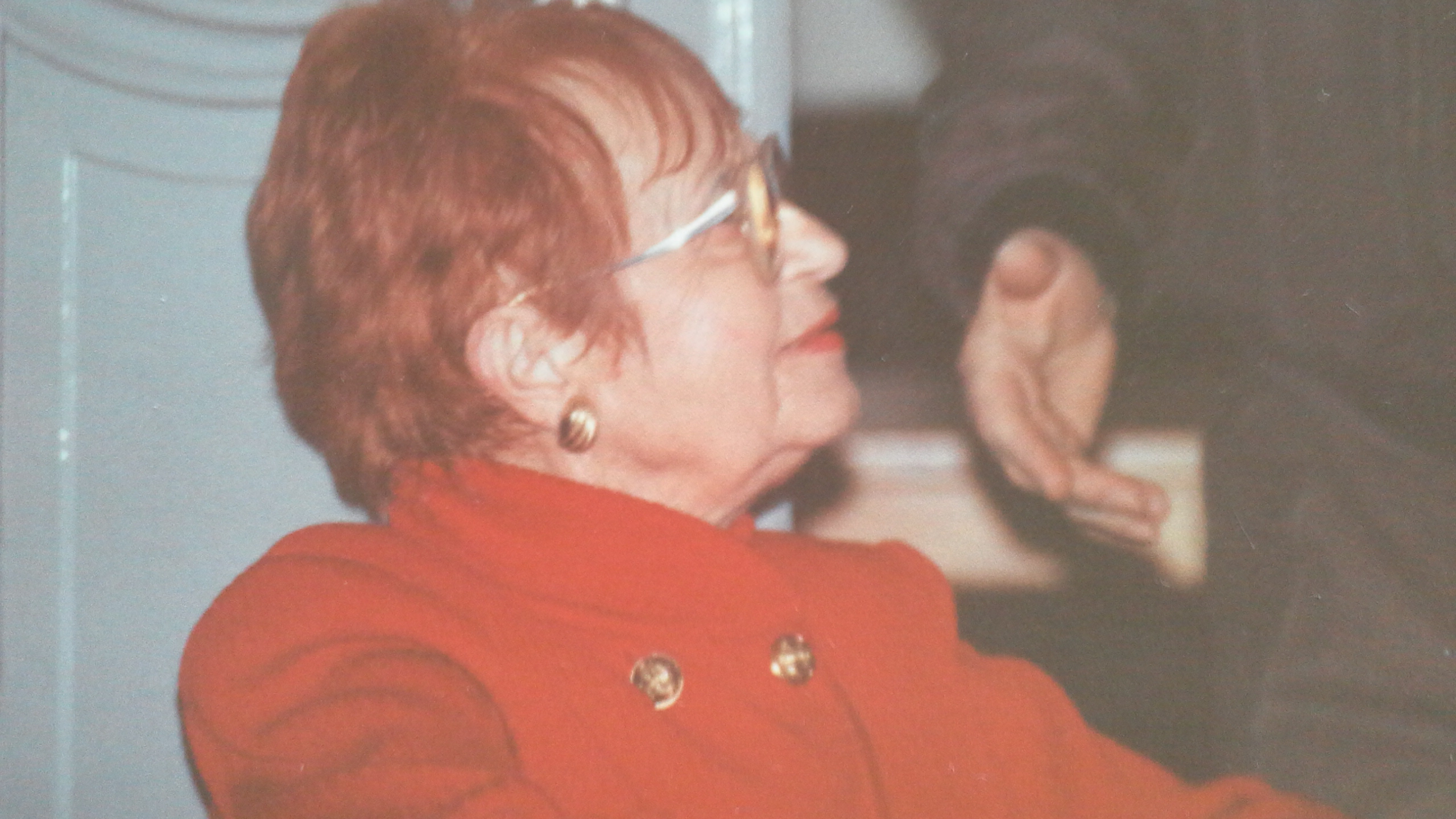
Hilde Eisler am 24. März 1996 im Jüdischen Kulturverein Berlin

Nach ihrer Rückkehr gehörte sie zu den Begründern der Wochenpost. Die Chefredaktion der Zeitschrift Das Magazin übernahm Hilde Eisler 1955. Es gelang ihr, das Blatt zu einem der beliebtesten Presseerzeugnisse der DDR zu machen, in dem – als Leserbriefe getarnt – auch kritische Stimmen zu Wort kamen. 1979 verließ sie die Chefredaktion, blieb der Zeitschrift jedoch bis zu ihrem Tode verbunden. 
Anlässlich ihres 75. Geburtstages wurde sie 1987 mit der Ehrenspange zum Vaterländischen Verdienstorden in Gold ausgezeichnet. 1982 erhielt sie den Karl-Marx-Orden.
Ihr Grab befindet sich auf dem jüdischen Friedhof in Berlin-Weißensee.